# Friedrich Schultze
Friedrich Schultze (12 tháng 8 năm 1848–1934) là một nhà thần kinh học người Đức đến từ vùng Rathenow, Brandenburg. Ông được biết đến như là người sáng lập ra thần kinh học trẻ em.
Năm 1871 ông đạt được học vị tiến sĩ tại Đại học Heidelberg, và sau đó làm việc với tư cách là phụ tá của nhà bệnh học Nikolaus Friedreich (1825–1882). Năm 1887 ông được mời làm "giáo sư đầy đủ" của Đại học Dorpat, và một thời gian ngắn sau đó, ông trở thành giám đốc phòng khám ngoại trú và lâm sàng thuộc Đại học Bonn, nơi ông trải qua phần đời còn lại của mình.
Schultze được nhớ đến nhờ vào một khối lượng lớn các xuất bản y học trong các cuộc nghiên cứu giải phẫu thần kinh và bệnh học thần kinh mà ông thực hiện. Năm 1884 ông được công nhận là bác sĩ đầu tiên miêu tả chứng bệnh thần kinh mà sau này được biết đến với cái tên bệnh Charcot-Marie-Tooth. Ông cũng là người sớm miêu tả các triệu chứng của bệnh dị cảm đầu chi. Năm 1891, cùng với Wilhelm Heinrich Erb (1840–1921) và Adolph Strümpell (1853–1925), ông thành lập tờ tạp chí Deutsche Zeitschrift für Nervenheilkunde.
Tên của ông được đặt cho comma tract of Schultze (fasciculus gian bó), là một bó đặc bắt đầu từ những sợi nằm gần ranh giới giữa bó thon (bó Goll) và bó chêm (bó Burdach) của tủy sống.